# Капіс (провінція)
Капіс (англ. Province of Capiz, кап. Kapuoran sang Capiz, тагал. Lalawigan ng Capiz, хіл. Kapuoran sang Capiz) — провінція Філіппін у регіоні Західні Вісаї. Адміністративний центр — місто Рохас. 
Провінція розташована в північно-східній частині острова Панай, межує на заході з провінціями Аклан і Антіке, на півдні — з провінцією Ілоїло, на півночі — з морем Сібуян.
Провінція має найбагатші рибні угіддя та відома на всі Філіппіни різноманітністю морепродуктів. Капіз є головним постачальником креветок на Філіппінах. Сільське господарство та рибальство є основними джерелами доходів провінції. Основними сільськогосподарськими продуктами є рис, кукурудза, кокосовий горіх, цукрова тростина, банани та квіти. Основними видами рибної продукції є кальмари, устриці, креветки, морські водорості і крила ангела.
Населення провінції згідно перепису 2015 року становило 761 384 осіб. Понад 70 % населення католики. Площа провінції становить 2 595 км2. Столиця провінції, місто Рохас, розташоване за 45 хв польоту від Маніли.